# Necronomicon (videogioco 1990)
Necronomicon è il primo MUD italiano, creato nel 1990 da Alessandro Uber e Fabrizio Venerandi. Tecnicamente il server era connesso alla rete Itapac, ma questa serviva solo da tramite per consentire l'accesso tramite rete Videotel, su cui il gioco ebbe la sua fioritura.
Presentato come "avventura testuale multiutente", Necronomicon offriva un ambiente di gioco di una certa complessità, attingendo sia dal mondo delle avventure testuali che da quello dei giochi di ruolo. A differenza di altri ambienti di gioco nati successivamente su internet, Necronomicon era basato su un codice proprietario scritto da Alessandro Uber che implementava aree originali, sintassi e comandi in lingua italiana.
Il gioco, che era un servizio a pagamento, chiuse i battenti nel 1994.
Il gioco tornò in forma sostanzialmente identica su Internet nel 2001, questa volta gratuitamente, con il nome di neoNecronomicon.
L'indirizzo di accesso al gioco fu tenuto inizialmente separato dal portale internet, finché qualche anno dopo i due servizi vennero ospitati dallo stesso server nonostante i due distinti indirizzi URL. Da fine 2014 sopravvive il solo indirizzo neonecronomicon.it, alla cui porta 8010 è possibile collegare un qualunque client telnet per poter accedere al gioco.